# Maria Kruk-Jarosz
Maria Elżbieta Kruk-Jarosz (ur. 12 listopada 1939 we Lwowie) – polska prawniczka, profesor nauk prawnych, konstytucjonalistka, profesor zwyczajny Uczelni Łazarskiego w Warszawie.

## Życiorys
W 1962 ukończyła studia polonistyczne, w 1966 studia prawnicze na Uniwersytecie Warszawskim. Tam w 1974 otrzymała stopień doktora nauk prawnych. W 1989 na podstawie dorobku i rozprawy pt. Federalizm socjalistyczny. Zasady Konstytucyjne uzyskała na Wydziale Prawa i Administracji Uniwersytetu Warszawskiego stopień doktora habilitowanego nauk prawnych. W latach 1993–1999 była kierownikiem Zespołu Prawa Publicznego i Badań Europejskich Instytutu Nauk Prawnych PAN, w latach 2000–2003 dyrektorem INP PAN. Profesorem nauk prawnych została w 1999. Jest profesorem zwyczajnym na Uczelni Łazarskiego w Warszawie.
W latach 1994–1998 była członkiem Rady Legislacyjnej.
W 1997 została odznaczona Krzyżem Oficerskim, w 2014 Krzyżem Komandorskim Orderu Odrodzenia Polski.

## Wybrane publikacje
- Conception du controle de la constitutionnalití de la loi dans le systìme politique de la RPP, Warszawa: 1987.
- Federalizm socjalistyczny (zasady konstytucyjne), Warszawa: Wydawnictwa UW, 1989.
- Funkcja kontrolna sejmu RP, Warszawa: Wydawnictwo Sejmowe, 2008.
- Konstytucja Rzeczypospolitej Polskiej z komentarzem, Warszawa: „AWA”, 1997.
- Ustrój polityczny Czechosłowackiej Republiki Socjalistycznej, Warszawa: Krajowa Agencja Wydawnicza, 1976.
- Wizja parlamentu w nowej konstytucji Rzeczypospolitej Polskiej, Warszawa: Wyd. Sejmowe, 1994.
- Wybór źródeł do nauki prawa państwowego, Warszawa: WAP, 1982, 1987.
- Zagadnienia współczesnego prawa państwowego. Materiały VII ogólnopolskiej sesji naukowej katedr prawa państwowego, Wrocław: Zakład Narodowy im. Ossolińskich Wydawnictwo PAN, 1967[7].